# 薩馬拉河
薩馬拉河是俄羅斯的河流，屬於伏爾加河的左支流，發源自烏拉山脈南部奧倫堡附近，向西方流至薩馬拉與伏爾加河匯流。